# Amara apricaria
Amara apricaria là một loài bọ cánh cứng trong chi Amara thuộc họ Carabidae.

## Hình ảnh

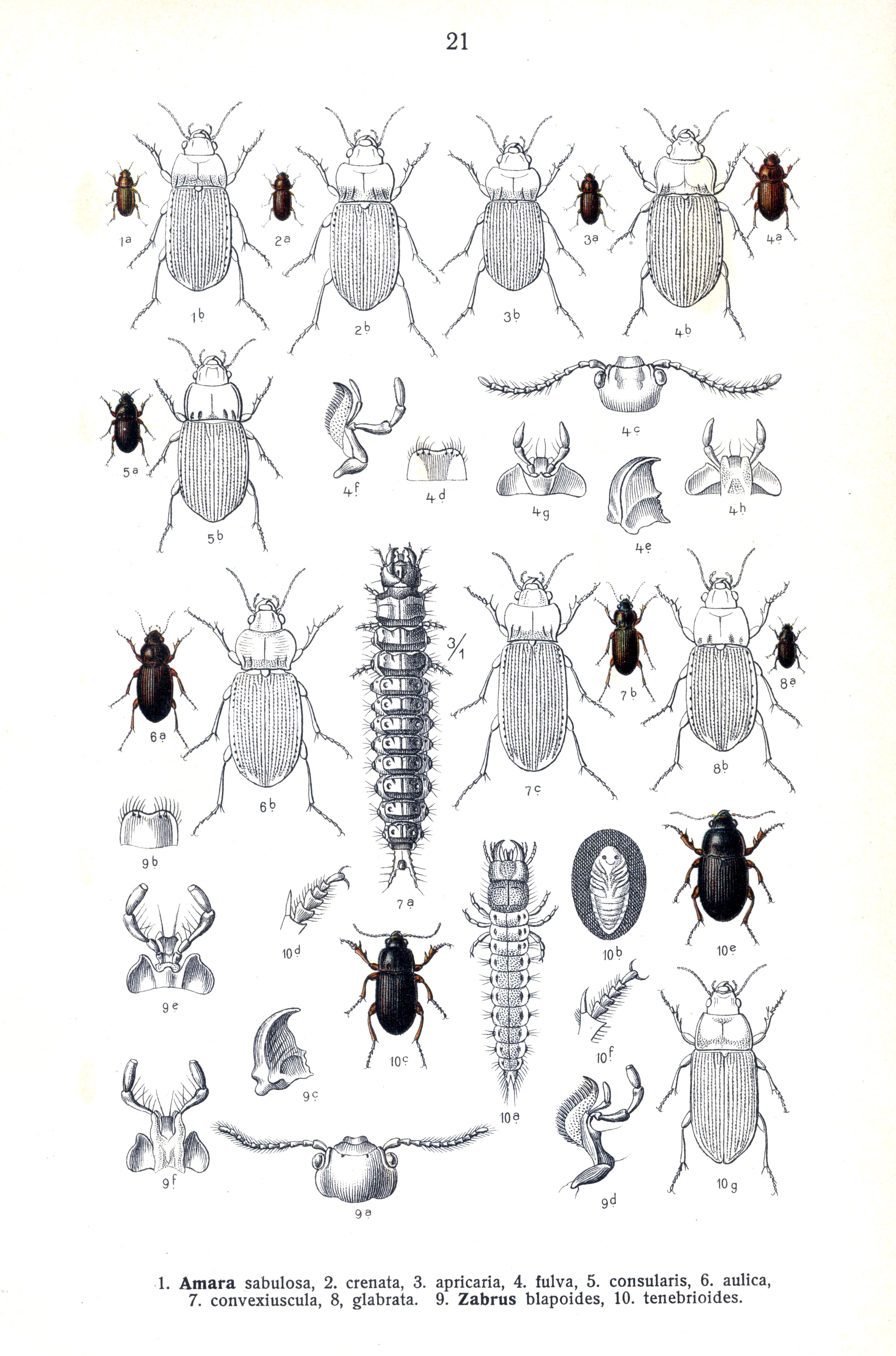